# София Сибила фон Лайнинген-Вестербург
София Сибила фон Лайнинген-Вестербург (на немски: Sofie Sibylle von Leiningen-Westerburg; * 14 юли 1656, дворец Оберброн, Елзас; † 13 април 1724, дворец Оберброн, Елзас) е графиня от Лайнинген-Вестербург-Оберброн и чрез женитби графиня на Лайнинген-Дагсбург-Фалкенбург в Гунтерсблум (1678 – 1687) и ландграфиня на Хесен-Хомбург (1691– 1708).

## Биография
Тя е втората дъщеря на граф Йохан Лудвиг фон Лайнинген-Вестербург (1625 – 1665) и съпругата му Сибила Кристина фон Вид (1631 – 1707), дъщеря на граф Херман II фон Вид-Нойвид († 1631) и графиня Юлиана Доротея фон Золмс-Хоензолмс († 1649).
През 1665 г. София Сибила наследява от баща си 2/3 от господството Оберброн в Елзас, а нейната сестра Естер Юлиана (1655 – 1709) наследява 1/3.
София Сибила фон Лайнинген умира на 13 април 1724 г. в Оберброн, Елзас, Франция, на 67 години и е погребана в лутеранската църква в Оберброн.

## Фамилия
Първи брак: през 1678 г. с граф Йохан Лудвиг фон Лайнинген-Дагсбург-Фалкенбург в Гунтерсблум (1643 – 1687), син на граф Емих XIII фон Лайнинген-Дагсбург-Фалкенбург. Тя е втората му съпруга. Те имат децата:
- Карл Лудвиг (1679 – 1709), женен на 21 март 1702 г. за Анна Сабина фон Нозтиц (1671 – 1719)
- Карл (1683 – 1684)
- Емих Леополд (1685 – 1719), женен на 21 март 1702 г. за Шарлотта Амалия фон Лайнинген-Дагсбург-Фалкенбург (1682 – 1729)

Втори брак: на 15 ноември 1691 г. в Хомбург с 59-годишния ландграф Фридрих II фон Хесен-Хомбург (1633 – 1708), известен като принца фон Хомбург. Тя е третата му съпруга. Те имат децата:
- Лудвиг Георг фон Хесен-Хомбург-Оебисфелде-Вининген (* 10 януари 1693; † 1 март 1728), женен на 28 май 1710 г. в Оберзонтхайм за графиня Кристина/Кристиана Магдалена Юлиана фон Лимпург-Зонтхайм (* 25 юни 1683, Шпекфелд; † 2 февруари 1746, Оберзонтхайм), дъщеря на граф Фолрат Шенк фон Лимпург (1641 – 1713) и София Елеонора фон Лимпург-Гайлдорф (1655 – 1722)
- Фридерика София (1693 – 1694)
- Леополд (1695 – 1695)